# Армія Громад України
Армія Громад України (англ. Communities Army Of Ukraine, скорочено CAU) — спільнота, що об'єднує свідомих громадян різних країн світу в громадському русі на підтримку України, її боротьби за незалежність та сталий розвиток. Армію Громад України засновано в неділю 20 березня 2022 року, в День весняного рівнодення.
Засновниками та лідерами руху стали патріоти України, талановиті митці, зокрема — відомий український художник Андрій Єрмоленко. 
Армія Громад України розроблює і втілює в життя концепцію творчої проактивної співпраці громадських активістів. Активістами CAU у співпраці з іншими громадськими об'єднаннями протягом 2022-го і 2023-го років проведено декілька міжнародних кампаній. Так у травні 2023 року на підтримку України з нагоди річниці завершення Другої світової війни — була проведена кампанія #UnitedWeWin.
Серед кампаній CAU:
- #LightWillWinOverDarkness[6][7][8][9][10][11][12][13][14][15][16]
- #UnitedWeWin[17][18]
- #FreeTheTaurus[19]
- #Makerussiapay[20][21]
- #StopEcocideUkraine https://uanimals.org/en/news/actions-against-russia-s-environmental-crimes-in-ukraine-will-be-held-on-all-continents-before-earth-day/